# تورو كونو
تورو كونو (باليابانية: 河野徹) هو مصور ياباني، ولد في 1907، وتوفي في 1984.